# Evolution (альбом Disturbed)
Evolution — сьомий студійний альбом американського хеві-метал гурту Disturbed, який був випущений 19 жовтня 2018 року на Reprise Records.

## Запис
У січні 2018 року гурт оголосив про початок запису свого сьомого студійного альбому. Запис завершився в червні, залишилося лише зведення та мастеринг. Це був перший альбом групи за понад три роки та перший альбом групи за понад вісім років, у якому брав участь бас-гітарист Джон Моєр. Фронтмен Девід Дрейман заявив, що на написання та запис альбому вплинув класичний рок, який учасники слухали в молодості. Гітарист Ден Донеґан заявив, що назва альбому відповідає їхній меті на альбомі — кинути виклик самим собі, щоб розвивати свій звук. Він також повідомив, що нових кавер-версій із циклу цього альбому не буде. Дрейман заявив, що Evolution — це «чорний альбом» гурту. Він також сказав, що альбом охоплює такі теми сучасного суспільства, як уряд, смерть, війна, залежність і технології.
Альбом є даниною пам’яті померлим хеві-метал музикантам, таким як Честер Беннінгтон з Linkin Park  і Вінні Пол з Pantera , з якими Disturbed дружили та гастролювали протягом багатьох років.

## Випуск
16 серпня 2018 року назва альбому була оголошена як Evolution, і був випущений перший сингл «Are You Ready». Того ж дня також було оприлюднено трек-лист альбому, обкладинку та дату виходу. Друга пісня, «A Reason to Fight», була випущена 21 вересня 2018 року  Третя пісня, «No More», була випущена 2 червня 2019 року. Усі три пісні були випущені як сингли та очолили чарт Billboard Mainstream Rock Songs, що зробило їх п’ятим, шостим та сьомим поспіль синглами гурту, які очолювали чарт, що є найдовшою смугою послідовних перших місць серед будь-якого гурту станом на вересень 2021 р. Четвертий сингл, «Hold On to Memories», був випущений напочатку 2020 року та досяг 3-ї позиції на початку 2020 року, перервавши серію послідовних перших місць поспіль.
З січня по травень 2019 року гурт провів всесвітній тур із Three Days Grace у Північній Америці для реклами альбому.

## Критика
Evolution отримав неоднозначні відгуки музичних критиків. Сценарист Consequence of Sound Спенсер Кауфман заявив, що «важкі пісні на Evolution повинні сподобатися давнім шанувальникам, причому деякі з них повертаються до динамізму перших альбомів Disturbed, але надлишок більш м’яких треків, можливо, було подано краще на окремому акустичному EP». AllMusic дав альбому 3 із 5 зірок, так само, як і Immortalized, і сказав: «Хоча важко сперечатися, що Evolution виправдовує свою назву, звичність архітектури надає значної ваги загальному виконанню, яке, як зазвичай, не залишає після себе нічого, крім поту». На веб-сайті зібраних рецензій Metacritic альбом отримав оцінку 58/100 на основі 7 рецензій, що означає «змішані або середні рецензії».

## Список композицій
| #     | Назва                  | Тривалість |
| ----- | ---------------------- | ---------- |
| 1.    | «Are You Ready»        | 4:21       |
| 2.    | «No More»              | 3:52       |
| 3.    | «A Reason to Fight»    | 4:44       |
| 4.    | «In Another Time»      | 4:11       |
| 5.    | «Stronger on Your Own» | 4:01       |
| 6.    | «Hold On to Memories»  | 5:03       |
| 7.    | «Saviour of Nothing»   | 4:12       |
| 8.    | «Watch You Burn»       | 4:20       |
| 9.    | «The Best Ones Lie»    | 4:02       |
| 10.   | «Already Gone»         | 4:28       |
| 43:14 |                        |            |

| Бонус-треки (делюкс та японська версії) | Бонус-треки (делюкс та японська версії)                | Бонус-треки (делюкс та японська версії) | Бонус-треки (делюкс та японська версії) |
| #                                       | Назва                                                  | Автор                                   | Тривалість                              |
| --------------------------------------- | ------------------------------------------------------ | --------------------------------------- | --------------------------------------- |
| 11.                                     | «The Sound of Silence» (live, featuring Myles Kennedy) | Paul Simon                              | 4:52                                    |
| 12.                                     | «This Venom»                                           |                                         | 4:19                                    |
| 13.                                     | «Are You Ready (Sam de Jong Remix)»                    |                                         | 3:36                                    |
| 14.                                     | «Uninvited Guest»                                      | Diane Warren Disturbed                  | 3:55                                    |
| 59:56                                   |                                                        |                                         |                                         |

## Учасники запису
Disturbed
- Девід Дрейман – головний та бек-вокал
- Ден Донеґан – гітари, бас, піаніно, електроніка, бек-вокал
- Майк Венґрен – барабани, перкусія, бек-вокал
- Джон Моєр – бас, бек-вокал

Додаткові музиканти
- Кевін Чурко – додаткові клавіатури та програмування

## Чарти

### Тижневі чарти
| Чарт (2018)                                          | Найвища позиція |
| ---------------------------------------------------- | --------------- |
| Австралія Australian Albums (ARIA)                   | 3               |
| Австрія Austrian Albums (Ö3 Austria)                 | 5               |
| Бельгія Belgian Albums (Ultratop Flanders)           | 13              |
| Бельгія Belgian Albums (Ultratop Wallonia)           | 41              |
| Канада Canadian Albums (Billboard)                   | 4               |
| Чехія Czech Albums (ČNS IFPI)                        | 33              |
| Данія Danish Albums (Hitlisten)                      | 31              |
| Нідерланди Dutch Albums (MegaCharts)                 | 28              |
| Фінляндія Finnish Albums (Suomen virallinen lista)   | 7               |
| Німеччина German Albums (Offizielle Top 100)         | 2               |
| Угорщина Hungarian Albums (MAHASZ)                   | 7               |
| Ірландія Irish Albums (IRMA)                         | 51              |
| Італія Italian Albums (FIMI)                         | 30              |
| Японія Japanese Albums (Oricon)                      | 196             |
| Нова Зеландія New Zealand Albums (Recorded Music NZ) | 2               |
| Норвегія Norwegian Albums (VG-lista)                 | 7               |
| Португалія Portuguese Albums (AFP)                   | 25              |
| Шотландія Scottish Albums (OCC)                      | 8               |
| Spanish Albums (PROMUSICAE)                          | 22              |
| Швеція Swedish Albums (Sverigetopplistan)            | 9               |
| Швейцарія Swiss Albums (Schweizer Hitparade)         | 4               |
| Велика Британія UK Albums (OCC)                      | 7               |
| Велика Британія UK Rock & Metal Albums (OCC)         | 1               |
| US Billboard 200                                     | 4               |
| США Top Alternative Albums (Billboard)               | 1               |
| США Top Hard Rock Albums (Billboard)                 | 1               |
| США Top Rock Albums (Billboard)                      | 1               |

### Чарти наприкінці року
| Чарт (2018)                      | Позиція |
| -------------------------------- | ------- |
| Germany (Official German Charts) | 85      |
| US Top Rock Albums (Billboard)   | 61      |

| Чарт (2019)                    | Позиція |
| ------------------------------ | ------- |
| US Top Rock Albums (Billboard) | 58      |